# MedAT
Der Medizinische Aufnahme-Test in Österreich (kurz: MedAT) wurde 2013 als Aufnahmeverfahren für die Studiengänge Humanmedizin, Zahnmedizin und Molekulare Medizin (Innsbruck) eingeführt und vereint die beiden vorherigen Aufnahmeverfahren der Medizinischen Universitäten Innsbruck, Wien und Graz, indem sowohl naturwissenschaftliche Vorkenntnisse, als auch Kognitive Fähigkeiten geprüft werden. 2006 bis 2012 wurde an der Medizinischen Universität Innsbruck und Wien der EMS (Eignungstest für medizinische Studiengänge) eingesetzt. In Graz kam ein eigener Test zur Anwendung, der aus drei Untertests bestand: Medizinrelevantes Grundlagenwissen auf Maturaniveau, Textverständnis und ein Situational Judgement Test, der auch die psychosoziale Kompetenz überprüfen sollte.
Seit 2014 werden auch an der neu gegründeten Medizinische Fakultät der Universität Linz Medizinstudienplätze angeboten und nach Testergebnis im MedAT vergeben. Das gemeinsame Aufnahmeverfahren findet österreichweit zeitgleich statt, daher kann man sich nur auf eine der vier Universitäten bewerben. Der Test kann beliebig oft wiederholt werden.

## Aufbau des MedAT-H (Humanmedizin)
Der MedAT-H ist aus vier Testteilen aufgebaut:
- Basiskenntnistest für medizinische Studien als mathematisch-naturwissenschaftlicher Wissenstest 40 %: Biologie (40 Fragen), Chemie (24 Fragen), Physik (18 Fragen), Mathematik (12 Fragen)
- Textverständnis 10 %: 12 Aufgaben (Textverständnis)
- Test der kognitiven Fähigkeiten und Fertigkeiten 40 % (ähnlich einem Intelligenztest: Figuren zusammensetzen (15 Aufgaben), Allergieausweise (25 Aufgaben), Zahlenfolgen (10 Aufgaben), Implikationen erkennen (10 Aufgaben), Wortflüssigkeit (15 Aufgaben))
- Sozial-emotionale Kompetenzen 10 % (ein Situational Judgement Test): Soziales Entscheiden (14 Aufgaben), Emotionen erkennen (14 Aufgaben), Emotionen regulieren (12 Aufgaben)

## Aufbau des MedAT-Z (Zahnmedizin)
Besteht ebenfalls aus vier Testteilen:
- Basiskenntnistest für medizinische Studien als mathematisch-naturwissenschaftlicher Wissenstest 40 %: Biologie (40 Fragen), Chemie (24 Fragen), Physik (18 Fragen), Mathematik (12 Fragen)
- Test der kognitiven Fähigkeiten und Fertigkeiten 30 %:Figuren zusammensetzen (15 Aufgaben), Allergieausweise (25 Aufgaben), Zahlenfolgen (10 Aufgaben), Wortflüssigkeit (15 Aufgaben)
- Soziales Entscheiden 10 %: Soziales Entscheiden (14 Aufgaben), Emotionen erkennen (14 Aufgaben), Emotionen regulieren (12 Aufgaben)
- Zusätzlich wird ein Test der manuellen Fähigkeiten durchgeführt 20 %: Drahtbiegeprobe (2 Aufgaben), zeichnerischen Aufgabe "Formen spiegeln" (5 Aufgaben)
- Der Untertest "Implikationen" ist nicht enthalten.

## MedAT-Anmeldung
Die Anmeldung für den MedAT erfolgt ausschließlich online über die offizielle Seite des Aufnahmetests. Jedes Jahr beginnt die Anmeldefrist am ersten Märztag und dauert bis Ende März. Man kann nach der Anmeldefrist seinen Standort nicht mehr wechseln.

## Studienplatzvergabe (Kontingentverteilung)
An allen vier Hochschulen (Wien, Innsbruck, Graz und Linz) werden die Studienplätze für Human- wie Zahnmedizin in folgendem Stufenverfahren vergeben (auch bekannt unter dem Begriff Kontingentverteilung): Im ersten Schritt gehen 75 % aller Studienplätze an Österreicher mit den besten Testergebnissen (Gesamtwerten). Im zweiten Schritt konkurrieren die nicht zugelassenen Österreicher mit allen Bewerbern aus der EU um die nächsten 20 % der Studienplätze. Im letzten Schritt konkurrieren diejenigen Bewerber, die in den vorherigen 20 % keinen Studienplatz bekommen haben, also sowohl EU-Ausländer als auch Österreicher, mit den Nicht-EU-Ausländern um die letzten 5 % der Studienplätze.

## Testvorbereitung
Die Medizinische Universität Graz stellt für die Medizinischen Universitäten Wien, Graz, Innsbruck und Medizinische Fakultät der JKU Linz Unterlagen für die Testvorbereitung online im VMC (Virtueller Medizinischer Campus) zur Verfügung.

## Studienplatz- und Bewerberzahlen
Im Jahr 2021 gab es 1596 Studienplätze für Human- und 144 Studienplätze für Zahnmedizin in Österreich, für die sich 17.823 Bewerber angemeldet haben, davon sind 12.777 am Testtag angetreten.
Die Verteilung der Studienplätze an den verschiedenen Standorten gestaltet sich dabei wie folgt (Human / Zahn):
- Medizinische Universität Wien mit 660 / 80
- Medizinische Universität Innsbruck mit 360 / 40
- Medizinische Universität Graz mit 336 / 24
- JKU Linz mit 240 / – [12]

Dabei ist zu beachten, dass die Ratio von Bewerbern zu Zugelassenen nicht wie obige Angaben suggerieren 1:10 bzw. 10 % beträgt, sondern differenziert für jede Universität einzeln zu betrachten ist. Zum Beispiel erhielten im Jahr 2017 in Wien 12,4 % der österreichischen Testteilnehmer einen Studienplatz, wohingegen nur 7,1 % der Bewerber aus der EU-Ausländer-Quote zum Studium zugelassen wurden.